# Château Anthoine
Le Château Anthoine est une habitation située à Vandœuvre-lès-Nancy dans le département de Meurthe-et-Moselle.

## Situation
L'édifice est situé au 50-52 rue Gambetta à Vandœuvre-lès-Nancy.

## Description
Cette habitation appartenait à une famille d'officiers ducaux, et a été édifiée au XVIe siècle. C'est une propriété privée qui ne se visite pas. 
Les façades et toitures nord-est du château et les deux tours d'angle, les façades et toitures des ailes en retour, l'escalier avec sa cage vitrée, ainsi que le mur de clôture et le jardin sont inscrits au titre des monuments historiques par arrêté du 4 avril 1996